# 에마뉘엘 르 루아 라뒤리
에마뉘엘 르 루아 라뒤리(프랑스어: Emmanuel Le Roy Ladurie, 1929년 7월 19일~2023년 11월 22일)는 프랑스의 역사학자이다. 
아날학파 3세대에 속하는 역사학자로 근대 초 프랑스 농민의 일상사와 심성사 연구에 대한 저작들을 남겼다. 르 루아 라뒤리는 리세 앙리카트르를 졸업하고 고등사범학교에서 역사학을 전공했다. 이후 몽펠리에 대학교와 콜레주 드 프랑스 역사학 교수로 재직했다.
주요 저작으로는 고등사범학교 박사 학위 논문인 《랑그도크의 농민들》과 《몽타이유》가 있다.

## 저서
- 《랑그도크의 농민들》(Les paysans de Languedoc, 1966)
- 《천 년 이후 기후의 역사》(Histoire du climat depuis l'an mil, 1967)
- 《역사가의 영토》(Le Territoire de l'historien, 1973)
- 《몽타이유》(Montaillou, 1975)
- 《로망스의 사육제 : 성촉절부터 성회례의 수요일까지, (1579~1580)》(Le Carnaval de Romans : de la Chandeleur au Mercredi des cendres (1579–1580), 1980)
- 《자스맹의 마녀》(La Sorcière de Jasmin,, 1980)
- 《서기관 피에르 프리옹》(Pierre Prion, scribe, 1987)
- 《왕정 국가 1460~1610》(L’État royal 1460-1610, 1987)
- 《생시몽 혹은 궁정 체제》(Saint-Simon ou Le système de la Cour, 1997)
- 《랑그도크의 역사》(Histoire du Languedoc, 2000)